# Spoorlijn Vester Sottrup - Skelde
De spoorlijn Vester Sottrup - Skelde (Deens: Broagerbanen) is een voormalige lokaalspoorlijn van het schiereiland Jutland in Denemarken.
Op een vergadering van een arbeidersvereniging in Broager op 7 december 1898 werd gesproken over een snelle aanleg van een spoorverbinding tussen Broager en de spoorlijn Sønderborg - Tinglev. Ondanks de scepsis over de een rendabele exploitatie, besloot de Duitse regering (in die tijd behoorde Zuid-Jutland toe aan Duitsland), waarschijnlijk om militaire redenen, tot aanleg van de spoorbaan. De lijn werd aangelegd met een vrij zware bovenbouw van spoorstaven van 33,4 kg per meter in grind ballast. De maximumsnelheid was 45 km/u. De aanleg van de spoorlijn duurde van omstreeks 1907 tot en met 1910.
De lijn is aangelegd in de tijd dat Zuid-Jutland aan Duitsland toebehoorde. Sinds 1920 behoort dit gebied weer toe aan Denemarken en per 17 juli 1920 werd de spoorlijn overgedragen aan de Danske Statsbaner (DSB). De DSB zette met name stoomlocomotieven van de serie F in. In Skelde bevond zich het depot, met een waterkolom, maar zonder draaischijf.
Nadat het stukgoederenverkeer in 1930 werd opgeheven daalde de rentabiliteit van deze spoorlijn drastisch en op 30 juni 1932 reed er de laatste trein.

## Trivia
- De laatste trein werd gereden door stoomlocomotief F 435, dezelfde locomotief die ook de eerste trein na de overdracht aan Denemarken in 1920 heeft gereden.